# 靖位乡
靖位乡，是中华人民共和国湖南省邵陽市新宁县下辖的一个乡镇级行政单位。

## 行政区划
靖位乡下辖以下地区：
源水村、笑岩村、石塘村、靖位村、烟山村、潮水村和永兴村。